# Ciutadella de Rupea
La Ciutadella de Rupea (en romanès: Cetatea Rupea, en alemany: Burg Reps, en hongarès: Kőhalmi vár) és un dels jaciments arqueològics més antics de Romania, els primers signes d'assentaments humans que daten del Paleolític i del neolític inicial.
La primera atestació documental data del 1324, quan els saxons es van revoltar contra el rei Carles I d'Hongria i es van refugiar a l'interior de la ciutadella. Segons els arqueòlegs, l'actual ciutadella va ser construïda sobre les ruïnes d'un antic fort de defensa daci conquerit pels romans. El nom de la ciutadella prové del llatí rupes que significa "penya-segat", o "pedra esquerda". A partir del segle x, la ciutadella va experimentar una expansió sistemàtica, de manera que al segle xiv va tenir un paper estratègic clau, sent el principal punt de connexió entre Transsilvània, Moldàvia i Valàquia.
Una llegenda popular a la zona explica que el rei daci Decèbal es va suïcidar dins de la ciutadella, durant la Segona Guerra Dàcia (105-106), quan la ciutadella era coneguda com a Ramidava.
La ciutadella de Rupea està situada a l'oest de Rupea, sobre un massís de basalt de 120 m d'alçada. La ciutadella es troba al DN13, 70 km de Brașov, a la carretera de Sighișoara. Més de 10.000 turistes visiten la ciutadella cada mes.

## Història
La ciutadella de Rupea és un dels jaciments arqueològics més antics de Romania, els primers signes d'assentaments humans que daten del Paleolític i del neolític inicial (5500 aC-3500 aC). Les investigacions arqueològiques han revelat objectes d'aquesta època, testimonis d'assentaments a la regió: eines de pedra, terrissa, urnes funeràries, etc. En època dacia, sobre aquests llocs es va aixecar la dava coneguda com Rumidava o Ramidava (segons diverses fonts històriques); conquerida pels romans, Rumidava es va convertir en la castra romana Rupes (en llatí, rupes significa "roca" o "pedra"). La castra romana Rupes formava part del cinturó de fortificació romana que defensava la zona comercial i les rutes que unien Valea Târnavelor, Valea Oltului, Râșnov i Hoghiz.

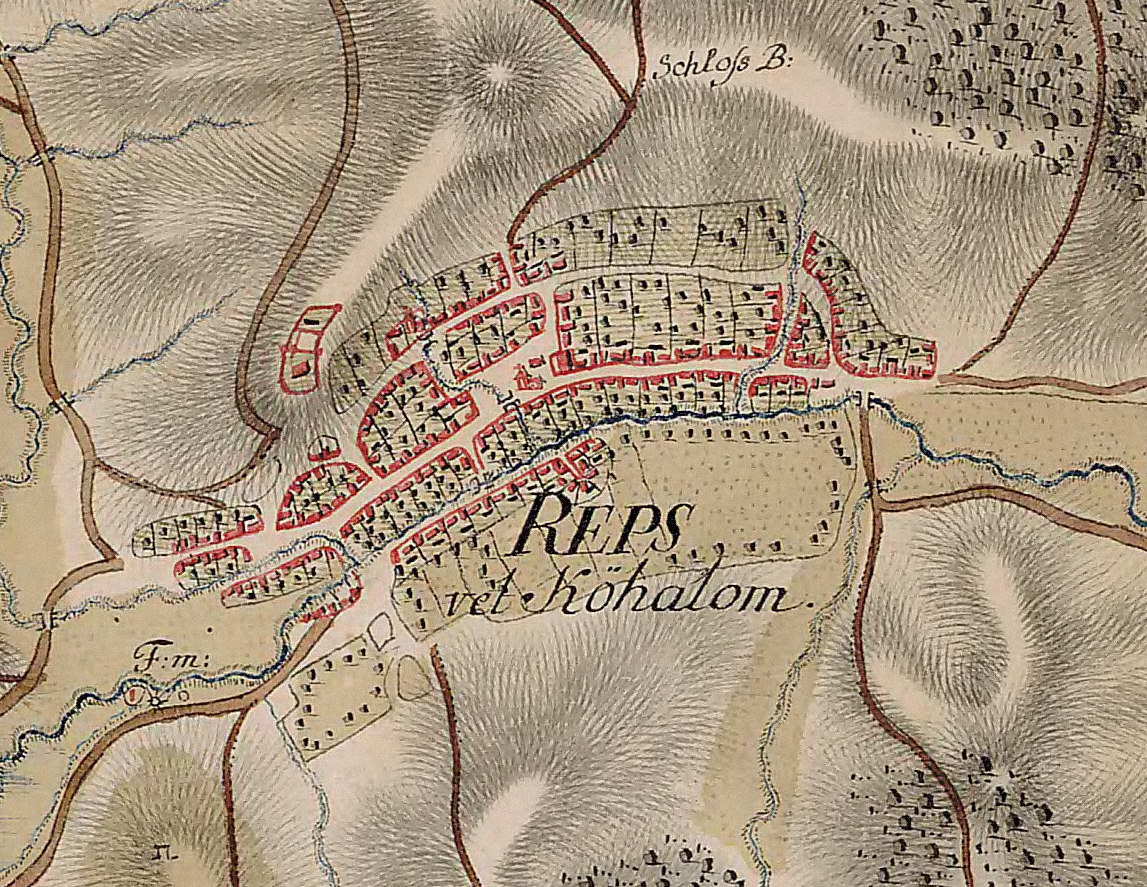
Ciutadella de Rupea al mapa josefí de Transsilvània

La primera atestació documental de la ciutadella data del 1324, amb el nom de castrum Kuholm. Fou llavors quan els saxons revoltats contra el rei Carles I d'Hongria, que es van refugiar a l'interior de la ciutadella. El nom de Kuholm fa referència a la roca sobre la qual es va construir: basalt. Entre 1432 i 1437 la ciutadella va ser atacada i robada pels turcs, i finalment abandonada el 1643 després d'un devastador incendi que la va convertir en ruïnes. A finals del mateix segle, els saxons van tornar a la ciutadella a buscar refugi. Aquesta vegada, la ciutadella va ser lliurada als exèrcits dels Habsburg sense resistència armada.
Durant la plaga de 1716, la ciutadella es va utilitzar com a refugi per a aquells que no estaven afectats per malalties i el 1788 com a refugi contra la invasió turca. La ciutadella va ser finalment abandonada el 1790 després d'una forta tempesta que va destruir el seu sostre. Des de llavors, la ciutadella va quedar en ruïnes, tot i que durant el període d'entreguerres Rupea es va convertir en un important centre cultural saxó. Durant el règim comunista, les autoritats van planejar l'enderroc de la ciutadella per explotar el basalt que forma el turó. L'últim intent de restauració de la ciutadella es remunta al 1954, però la idea va ser abandonada. A principis dels anys noranta, la ciutadella es trobava en un estat lamentable, amb només una de les torres de defensa en peu. Entre el 2010 i el 2013, la ciutadella va experimentar un ampli procés de restauració, amb la restauració de les set torres i les cases de pagès.
La ciutadella està classificada a la llista de monuments històrics del comtat de Brașov amb el codi BV-II-aA-11769.

## Construcció i arquitectura

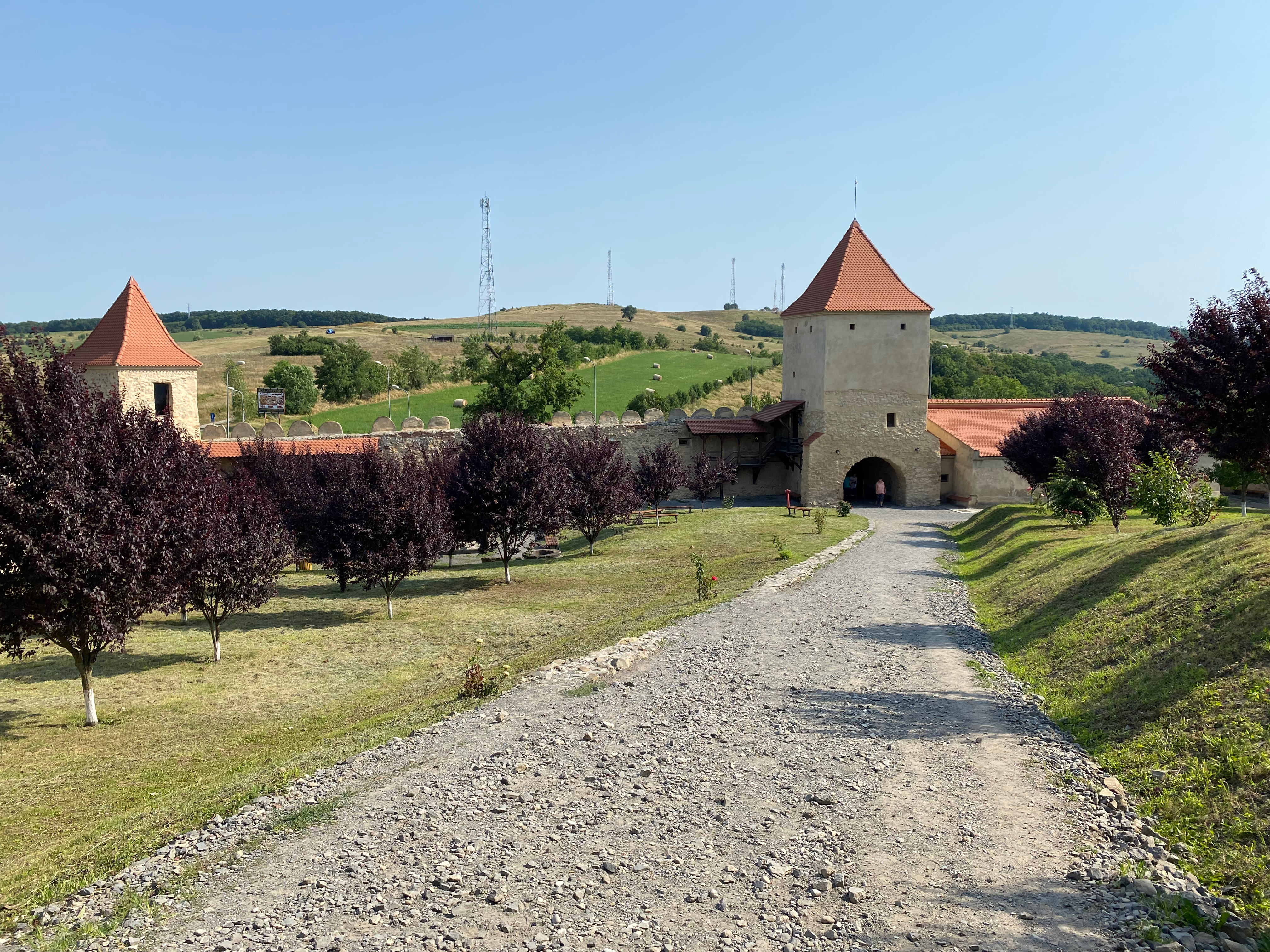
Les torres de defensa

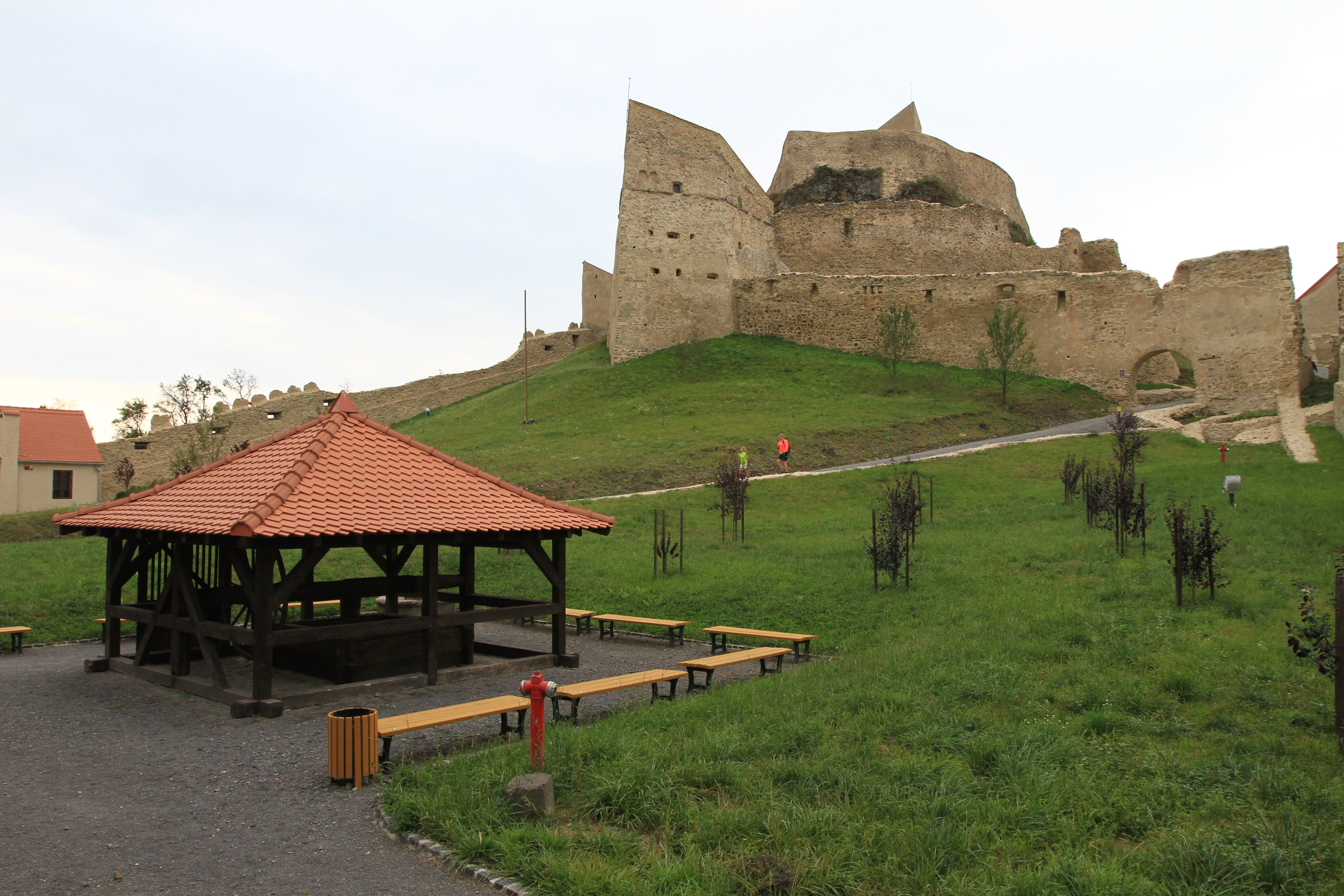
Vista interior, des de la font fins a la ciutadella superior

La ciutadella de Rupea es troba a 65 km de Brașov. Es va construir sobre un massís de basalt, a la reserva geològica Cohalm Hill – Basalts de Rupea. És una ciutadella camperola amb quatre zones reforçades amb torres poligonals. La ciutadella es va anar modificant amb el pas del temps, afegint-hi dos patis interiors i tres torres de defensa. La ciutadella està constituïda en quatre sales concèntriques: la ciutadella superior (romanès: Cetatea de sus, Ward I), Middle citadel (romanès: Cetatea de mijloc, sales II i III) i ciutadella inferior (romanès: Cetatea de jos, sala IV).
Cadascun es caracteritza per un cinturó maons, que correspon a l'època de la seva construcció, marcat per l'evolució de les armes, les tècniques de setge o el nivell de desenvolupament de l'assentament i la seu governamental de la qual depenia el finançament dels treballs. Al seu torn, les torres tenen noms individuals, alguns dels quals fan referència a una característica determinada (sovint relacionada amb la funció) resultant del seu desenvolupament històric. Els diferents elements de la ciutadella presenten diverses proporcions i característiques arquitectòniques: els més antics tenien merlets en zig-zags rectangulars (que no s'han conservat) i els més recents tenien merlons semicirculars més decoratius. Les seves espitlleres prenien la forma de ranures simples i les obertures de les armes de foc es feien per permetre el màxim angle de foc possible o, a la base de les parets, encaixaven en nínxols prominents, amb disposicions de piràmides esglaonades. Darrere de les parets, rastres de maons revelen els fonaments de les passarel·les de vigilància, de vegades en dos nivells.

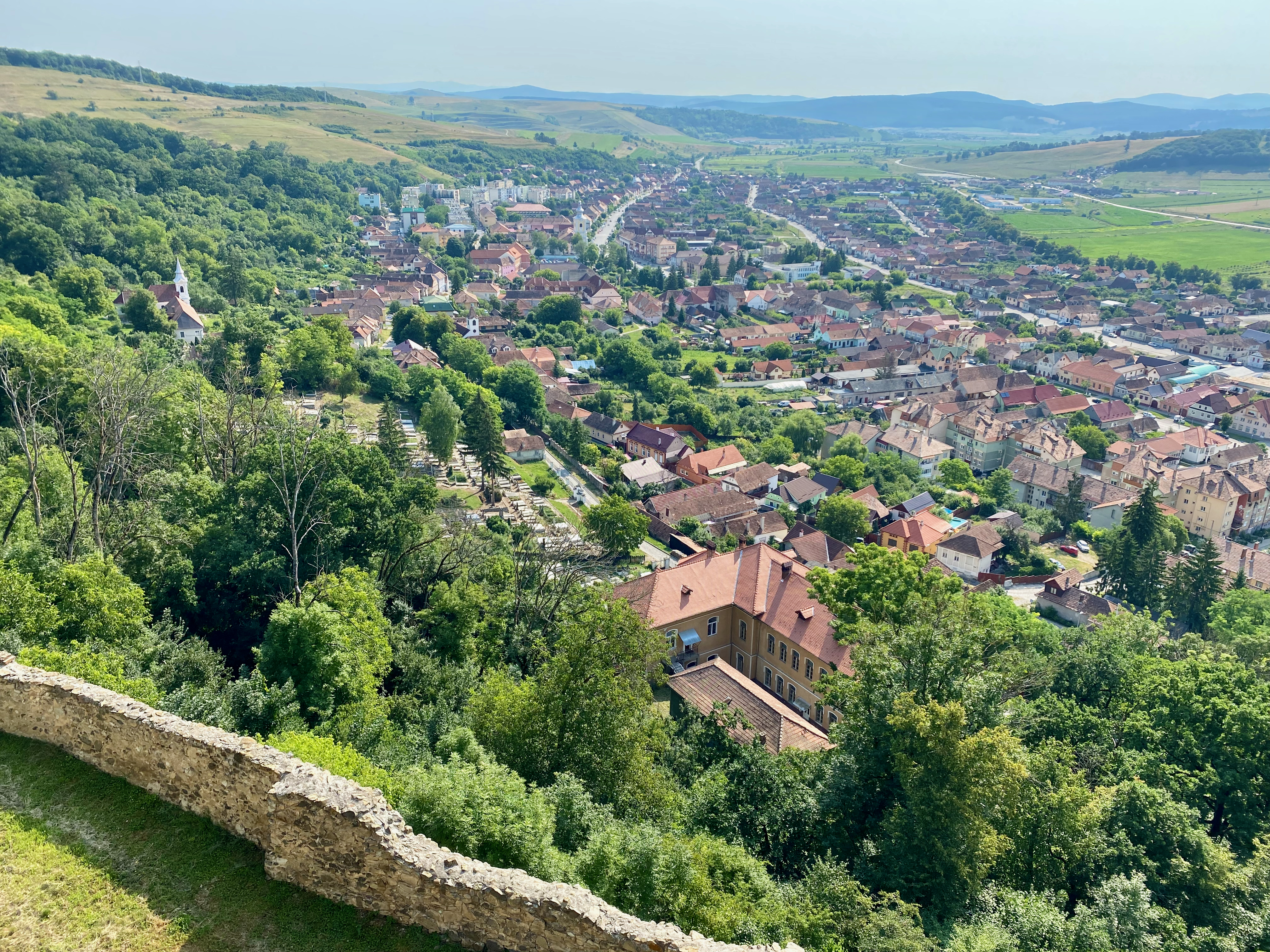
Vista de Rupea des de la Ciutadella

El primer barri del sistema de fortificació és la ciutadella superior que data del període prefeudal, segles X-XIII. Conté les darreres incorporacions, inclosa la Torre de la Bacon (en romanès: Turnul Slăninii), específic per a les comunitats saxones. Aquí també es pot trobar el pou de 59 metres de profunditat, l'única font d'aigua certament identificada a la ciutadella. El pou es va construir el 1623, que va requerir diversos mesos de treball, durant el regnat del príncep Gabriel Bethlen. La ciutadella superior té una superfície superior als 1.500 m ². L'entrada a la ciutadella superior era un passadís estret, la porta romanès: Turnul Pulberăriei). A l'interior es poden observar traces d'habitacions que servien d'habitatge a la població de refugiats a la ciutadella durant els setges. Les habitacions més conegudes de la ciutadella superior són l'habitació del comte (romanès: Camera judelui) i l'habitació del sacerdot (romanès: Camera preotului). Però avui en dia són molt difícils d'identificar.
La ciutadella mitjana es va construir al segle xv i es va ampliar al segle xviii. Aquí es pot identificar la torre amb barres (romanès: Turnul cu Gratii), la Capella (romanès: Capela) i una altra torre pentagonal, porta d'entrada a la ciutadella mitjana, única a Europa. La Capella és un gran edifici, la seva última restauració coneguda el 1718. Va tenir múltiples funcions, inclosa la d'una capella luterana, sòbriament decorada en un estil protestant típic.
La ciutadella inferior es va construir a partir del segle xviii. D'aquesta època daten la casa del vigilant de la ciutadella (1850) i la revista, construïda a principis del segle xix.
La ciutadella de Rupea té la forma d'una espiral ascendent (closca de cargol).

## Restauració
Als anys noranta, la ciutadella de Rupea estava en ruïnes. Les autoritats locals van decidir buscar fons de la UE per a la restauració de la ciutadella i van invertir 32 milions de lei en la restauració del monument històric. El Ministeri de Desenvolupament Regional i Administració Pública, l'Agència de Desenvolupament Regional Centru i el Consell Local de Rupea van signar un contracte de finançament el 2009, amb subvenció per al projecte de restauració i ampliació de la infraestructura turística de Rupea. Dins d'aquest projecte es va incloure la restauració de la ciutadella abandonada de Rupea. L'obra va trigar tres anys i la ciutadella es va reobrir al públic el 15 de juny de 2013. Els elements restaurats van incloure les parets, el pati interior i les torres. El 2013, la ciutadella de Rupea la van visitar 61.000 turistes, el 2014 per 115.000 turistes, i el primer trimestre del 2015 la xifra va superar els 150.000 visitants.
Tant l'Ajuntament de Rupea com el Consell Comarcal de Brașov volen introduir l'objectiu en un circuit dirigit a Brașov, Sibiu i Sighișoara i organitzar esdeveniments culturals nacionals que ressaltin millor la destinació. El primer esdeveniment va tenir lloc l'estiu del 2013, un festival dedicat al compositor Wilhelm Georg Berger, nascut el 1929 a Rupea.